# Hylophorbus atrifasciatus
Espèce
Hylophorbus atrifasciatus est une espèce d'amphibiens de la famille des Microhylidae.

## Répartition
Cette espèce est endémique de Papouasie-Nouvelle-Guinée.

## Publication originale
- Kraus, 2013 : A new species of Hylophorbus (Anura: Microhylidae) from Papua New Guinea. Current Herpetology, vol. 32, no 2, p. 102-111.